# Oberbergischer Kreis
Oberbergischer Kreis – powiat w Niemczech, w kraju związkowym Nadrenia Północna-Westfalia, w rejencji Kolonia. Stolicą powiatu jest miasto Gummersbach.

## Podział administracyjny
Powiat Oberberg składa się z:
- siedmiu gmin miejskich (Stadt)
- sześciu gmin wiejskich (Gemeinde)

Gminy miejskie:
| Lp. | Nazwa gminy miejskiej | Ludność (31.12.2010) | Powierzchnia km² |
| --- | --------------------- | -------------------- | ---------------- |
| 1   | Bergneustadt          | 19.584               | 37,88            |
| 2   | Gummersbach           | 51.309               | 95,38            |
| 3   | Hückeswagen           | 15.643               | 50,46            |
| 4   | Radevormwald          | 22.526               | 53,77            |
| 5   | Waldbröl              | 19.333               | 63,32            |
| 6   | Wiehl                 | 25.645               | 53,27            |
| 7   | Wipperfürth           | 23.186               | 118,09           |

Gminy wiejskie:
| Lp. | Nazwa gminy wiejskiej | Ludność (31.12.2010) | Powierzchnia km² |
| --- | --------------------- | -------------------- | ---------------- |
| 1   | Engelskirchen         | 19.988               | 63,07            |
| 2   | Lindlar               | 22.074               | 85,91            |
| 3   | Marienheide           | 13.758               | 54,99            |
| 4   | Morsbach              | 11.042               | 55,97            |
| 5   | Nümbrecht             | 17.226               | 71,79            |
| 6   | Reichshof             | 19.526               | 114,66           |